# Distrito fitogeográfico de las selvas mixtas

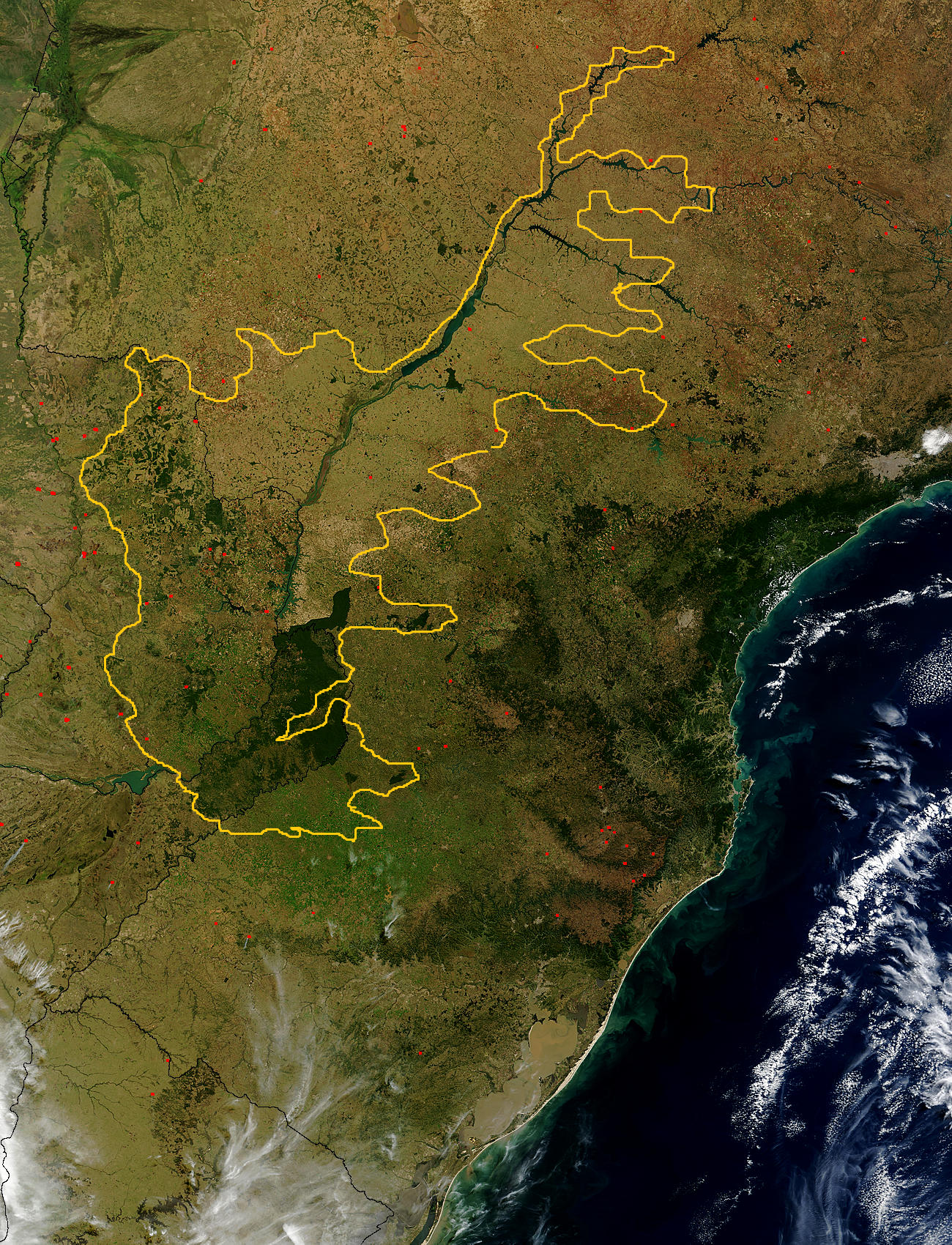
Mapa del distrito fitogeográfico de las selvas mixtas.

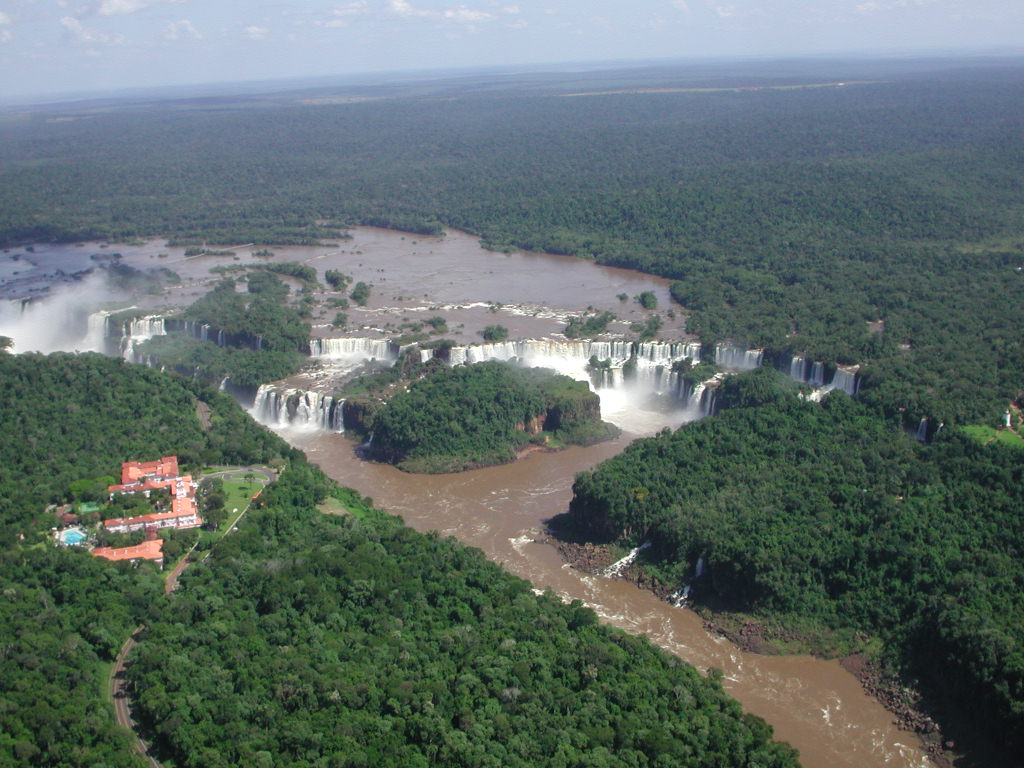
Selva correspondiente al distrito fitogeográfico de las selvas mixtas rodea las cataratas del Iguazú, tanto en el parque nacional del lado argentino, como su par del lado brasileño.

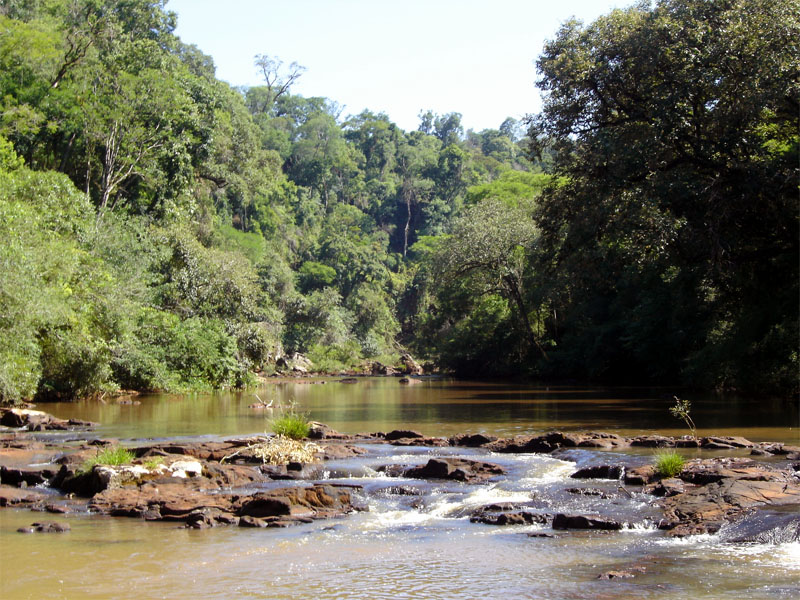
Distrito fitogeográfico de las selvas mixtas.

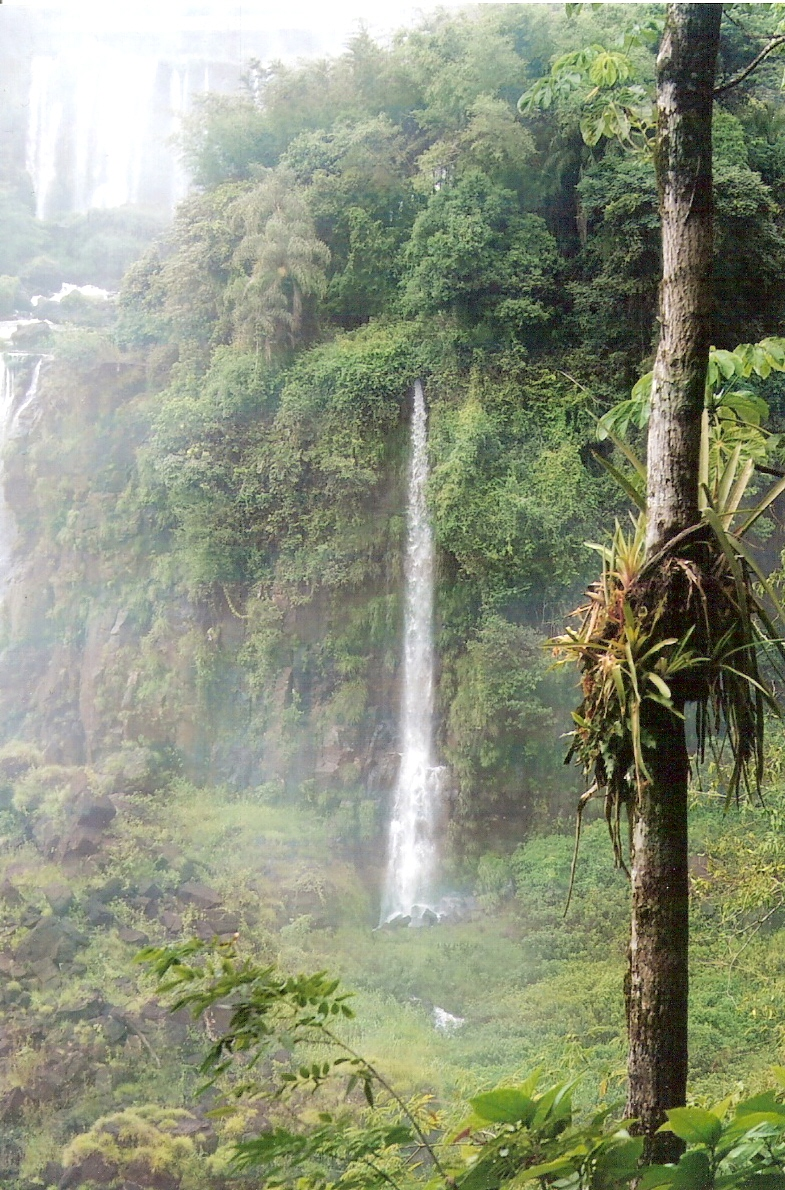
Distrito fitogeográfico de las selvas mixtas.

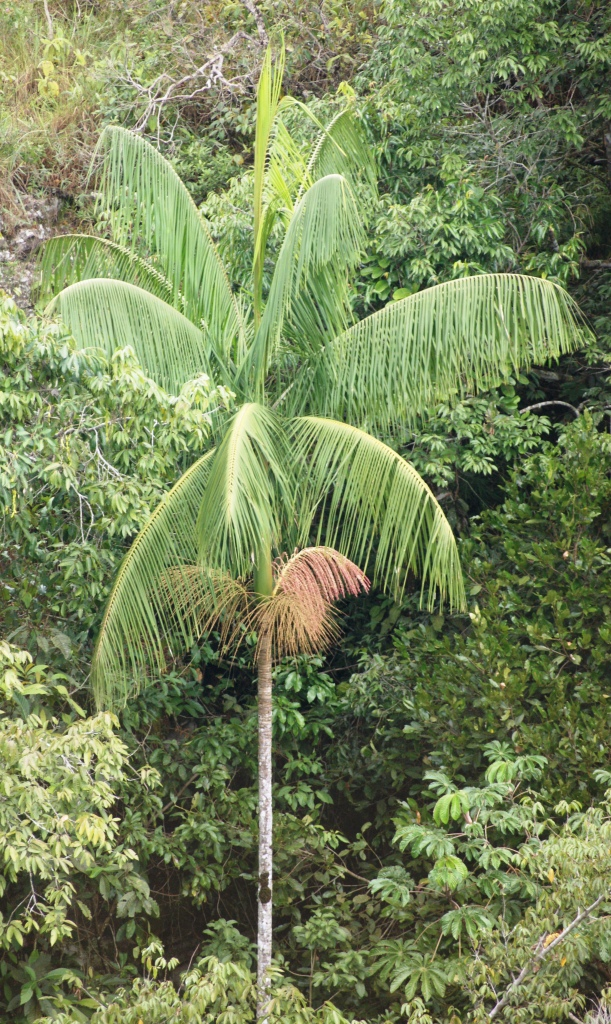
El palmito, es una palmera característica de esta formación.

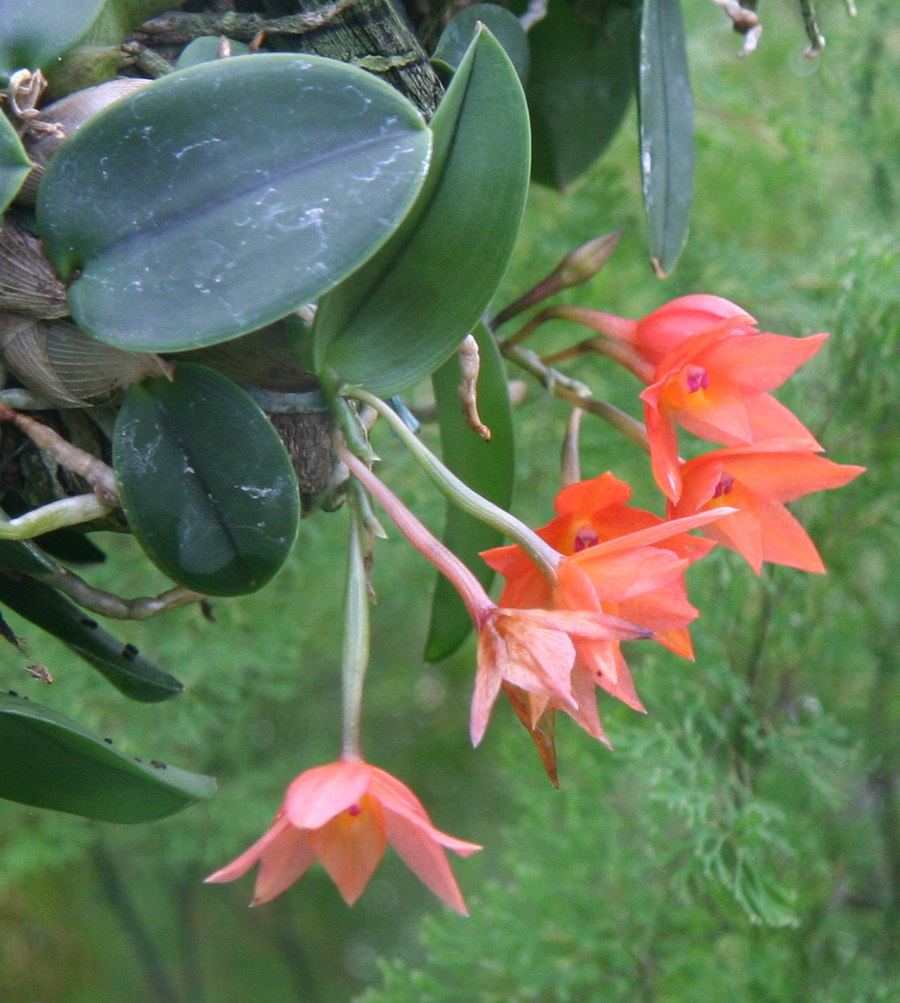
La Sophronitis cernua, es una orquídea característica de esta formación.

El distrito fitogeográfico de las selvas mixtas es uno de los distritos fitogeográficos en que se divide la provincia fitogeográfica paranaense. Se sitúa en el sudeste del Brasil, y áreas lindantes del noreste de la Argentina, y el este del Paraguay. Incluye formaciones de selva, en su mayor parte.

## Sinonimia
También es llamado: Floresta estacional semidecidual submontana, Formación Paraguaya, Formación Misionera, Bosques tropicales higrófilos, Selva de Misiones, Selva y sabanas del Brasil austral, Selva tropical Misionera, Selva tropical Misionera y Parque Correntino, Selva Misionera-Brasileña, Provincia (fitogeográfica) Misionera, Selva Misionera, Selva Austrobrasileña, Zona de sabanas y selvas del Sur de Brasil, Provincia tropical Oriental, Región de las selvas tropicales del Este y del Sur de Brasil, Zona de las Araucarias sudbrasileñas, Bosque Atlántico del Alto Paraná, Bosque Atlántico de Sudamérica, Selva Paranaense, etc.

## Distribución
Según la clasificación de Ángel Lulio Cabrera, este distrito fitogeográfico comprende las selvas del sector interior del sudeste del Brasil, siempre al oeste de los faldeos occidentales de la Serra do Mar, desde el estado Espírito Santo hasta el de Río Grande del Sur; el este del Paraguay; el nordeste argentino, así como las selvas en galería que acompañan a los grandes ríos de la cuenca del Plata, penetrando profundamente hacia el sur y el oeste. La altitud va desde el nivel del mar hasta los 600 m s. n. m.

## Afinidades florísticas
Este distrito fitogeográfico guarda estrecha relación con la provincia fitogeográfica atlántica o mata atlántica típica, la que lo bordea por el este. Asimismo también mantiene afinidades con el distrito fitogeográfico planaltense, por el que es reemplazado a mayor altitud.

## Características
El Distrito fitogeográfico de las selvas mixtas se caracteriza por presentar una compacta pluviselva subtropical semicaduca, de densa cobertura arbórea, conformada por 4 o 5 estratos verticales, que en su estado clímax supera los 30 metros de altura, y aún más en las especies componentes del estrato emergente. Destacan la abundancia de elementos tropicales como palmeras, aráceas, lauráceas, orquidáceas, bromeliáceas, helechos arbóreos, Heliconias, etc, variando la vegetación dependiendo del suelo, altitud, latitud, lluvias, etc. Es alta la estacionalidad de la temperatura, de la luz, y de las precipitaciones, lo que determina un patrón estacional de la productividad primaria de esta selva.

## Suelos
Los suelos se presentan de un fuerte tono rojo, arcillosos, de reacción ácidos, lateríticos, ricos en óxidos de hierro y aluminio, formados por partículas finas en un 40 %, y muy poco material grueso de cuarzo, magnetita, y hematita. Son el resultado de procesos de transformación del material basáltico original bajo condiciones húmedas y cálidas. Poseen buena cantidad de fósforo y nitrógeno. Son suelos algo profundos, aunque espesores de 20 m son excepcionales, siendo habitual rangos de entre unos pocos centímetros hasta 6 m. El piso de la selva está cubierto por una fina capa de materia orgánica en descomposición, producto de ramas, hojas, frutos y flores caídas, lo cual favorece el desarrollo de gran variedad de hongos.
Los sectores escarpados son de escasa evolución y profundidad, abundando los afloramientos de basalto.

## Relieve
El relieve es accidentado, con lomas suaves o sierras de poca altura. 

## Clima
El clima más característico es semitropical húmedo; hacia el oeste pasa a semitropical semiestépico. En ambos hiela suavemente en invierno, aunque las laderas de los cerros (por el drenaje del aire frío) y algunos sectores que bordean a los grandes ríos suelen estar libres de ellas gracias a las neblinas nocturnas y la acción morigeradora de las aguas cálidas. A mayor altitud el clima pasa a subtropical marítimo. Aquí las heladas son más intensas, incluso puede nevar excepcionalmente. En sectores del estado de Paraná se presentan climas de mayor altitud: Tierra fría baja (raramente hiela, y muy suave), y Tierra templada húmeda, este último completamente libre de heladas.
Los vientos procedentes del Atlántico provocan lluvias repartidas en todo el año, acumulando 1550 mm en los sectores menos favorecidos del sudoeste, y superando los 2000 mm hacia el noreste y en las sierras. La humedad relativa oscila entre el 75 y el 90 %. En algunas partes del distrito hay hasta cinco meses secos, durante el invierno.

## Especies principales
La comunidad climáxica de este distrito es el bosque de laurel negro (Nectandra megapotamica) y guatambú blanco (Balfourodendron riedelianum). Los acompañan más de un centenar de especies arbóreas que se presentan según los leves cambios edáficos y microclimáticos, o el simple azar de la dispersión y competencia. 
Los bosques nativos en sectores donde la selva ha sido explotada mediante entre-saca, generalmente sufren un proceso de invasión por especies nativas de bambúceas las que ocupan los claros abiertos por la explotación forestal, impidiendo así la regeneración natural de la selva. De este modo, la sucesión no logra alcanzar el estado clímax, la serie de evolución vegetal de la foresta queda interrumpida por formarse estas densas selvas de bambúseas que impiden continuar la sucesión florística.
Estrato emergenteEn el estrato emergente se encuentran los árboles más altos, de entre 35 a 45 metros de altura (con especies que pueden llegar incluso a los 50 metros en algunos ejemplares) con rectos troncos de entre 2 metros de diámetro o más, que se elevan sobre el dosel, siendo estos árboles gigantes de alto valor económico por su madera. Entre estas especies arbóreas gigantes podemos encontrar: el palo rosa o perobá (Aspidosperma polyneuron), el timbó colorado (Enterolobium contortisiliquum), el yvyrá-pytá o caña fístula (Peltophorum dubium), el yvyrá-peré o grapia (Apuleia leiocarpa), los cedros (Cedrela odorata y Cedrela fissilis), y especies que no siempre son emergentes como el lapacho negro (Handroanthus heptaphyllus), el chaqueño guaraniná (Sideroxylon obtusifolium), el anchico colorado (Parapiptadenia rigida) y el llamativo árbol de madera comestible llamado comúnmente yacaratiá (Jacaratia spinosa); también hay registros de especies poco comunes o raras como el arary o guanandí (Calophyllum brasiliense), los jequitibás (Cariniana estrellensis y Cariniana legalis) y el guapinol o jatobá (Hymenaea courbaril); etc.
El doselEstá formado por árboles de medianos a grandes con alturas de entre 10 y 30 metros de altura. Lo integran (además de los ya mencionados guatambú blanco y laurel negro) especies como: el canelón guazú (Myrsine parvula), el guayubirá o guayaibí (Patagonula americana), la cancharana (Cabralea oblongifoliola), el marmelero (Ruprechtia laxiflora), el guayubirá (Campomanesia xanthocarpa), la maría preta (Diatenopteryx sorbifolia), el yvyra-pepé o alecrín (Holocalyx balansae), la cerella (Eugenia involucrata), el anchico blanco (Albizia hassleri), el rabo molle (Lonchocarpus muehlbergianus), el rabo-itá (Lonchocarpus leucanthus), el yvyrá-payé o incienso (Myrocarpus frondosus), el loro blanco (Bastardiopsis densiflora), el cachetá (Schefflera morototoni), la palmera pindó (Syagrus romanzoffiana), el zota caballo (Luehea divaricata), el camboatá (Cupania vernalis), numerosas mirtáceas, varias especies de lapachos amarillos (Tabebuia y Handroanthus), la guaycá o laurel layana (Ocotea pulchella), raro y que crece más asociado al distrito superior de araucarias; el guapurú o jabuticaba (Plinia cauliflora), el aguay (Chrysophyllum gonocarpum), el laurel amarillo (Nectandra lanceolata), el peteribí (Cordia trichotoma), el duraznero bravo (Prunus subcoriacea), el canela de venado (Helietta longifolia), el carne de vaca (Styrax leprosus), la mora blanca (Alchornea iricurana), la palmera comestible conocida como palmito (Euterpe edulis), el gigantesco tacuaruzú (Guadua chacoensis), etc.
Estrato intermedioEstá formado por pequeños árboles con alturas de entre 5 y 10 m. Lo integran: helechos arborescentes como el chachí bravo (Trichipteris atrovirens) , la yerba mate (Ilex paraguariensis), la parí paroba (Piper geniculatum), la ortiga brava (Urera baccifera), las cañas yatevó (Guadua trinii), el fumo bravo (Solanum granulosum leprosum), el ambay (Cecropia pachystachya), el cocú (Allophylus edulis), el maricá (Mimosa bimucronata), el guatatumba (Casearia sylvestris), etc.
Estrato arbustivo o sotobosqueDestacan grandes manchones de impenetrables cañaverales de varias especies de bambúes o tacuaras (Bambúseas), como el tacuarembó (Chusquea ramosissima), y el tacuapí (Merostachys claussenii), etc. También es notable la variedad de especies de helechos, y arbustos de muchas familias: piperáceas, mirtáceas, rubiáceas, etc. Descuella el mboreví-caá (Faramea cyanea), por sus flores azules.
Estrato herbáceoEs de tipo umbrófilo, por lo que en donde se han efectuado intensas explotaciones madereras, el tacuarembó y el tacuapí han proliferado en forma asombrosa gracias a la mayor penetración de la luz solar, lo que ha llevado a una transformación en el estrato herbáceo donde muchas especies han reducido su área de dispersión natural quedado solo donde la competencia se halla reducida. Se observan en el piso de la selva abundante cantidad y variedad de helechos, hierbas no leñosas como orquídeas terrestres, begonias (Begoniaceae) de vistosas flores, gramíneas de hojas anchas, etc.
Estrato epifítico y muscinalEn cuanto a las epifitas, existen en gran número: musgos, líquenes, helechos, grandes bromelias como el caraguatá (Aechmea calyculata) y varias especies de claveles del aire, cactáceas como el Epiphyllum, güembé, piperáceas, etc. Las más llamativas son las orquídeas, con cerca de un centenar de especies epifitas, entre las más comunes Brassavola tuberculata, Catasetum fimbriatum, Miltonia flavescens, Sophronitis cernua, Isabelia virginalis, Zygopetalum maxillare, etc.
Estrato escandenteLas plantas trepadoras y volubles son muy abundantes, en especial en los claros, bordes de cursos fluviales o caminos. Destacan la enredadera de San Juan (Pyrostegia venusta), la escalera de mono (Bauhinia ungulata), la yaguá-pindá (Pisonia aculeata), etc.

## Subdistritos fitogeográficos
A este Distrito fitogeográfico es posible subdividirlo en varios Subdistritos fitogeográficos, algunos de carácter edáfico.
Subdistrito fitogeográfico FluvialEn las riberas de los abundantes arroyos y ríos, como también en las islas y deltas como el que presenta el río Iguazú antes de precipitarse por las cataratas, se desarrolla este ecosistema que requiere gran humedad ambiental y edáfica, y suaves o nulas heladas. Las especies características son: el gigantesco tacuaruzú (Guadua chacoensis), curupay (Anadenanthera colubrina), el cupay (Copaifera langsdorfi), el mborebí caá-guazú (Roupala cataractarum), el ceibo rioplatense (Erythrina crista-galli var. crista-galli), el laurel de río o laurel blanco (Nectandra falcifolia), el aguay-guazú (Pouteria gardneriana), dos especies de ingáes (Inga uraguensis e Inga marginata), el sarandí blanco (Phyllanthus sellowianus), el sarandí colorado (Cephalanthus glabratus), el mataojos (Pouteria salicifolia), el palo de leche (Sebastiania brasiliensis), Xilopia brasiliensis, Coussarea brasiliensis, Schoepfia brasiliensis, la rubiácea Simira sampaioana, enredaderas como Aristolochia, Bignonia, Arrabidaea samydoides y Arrabidaea triplinervia, orquídeas como Epidendrum rigidum, Pleurothallis tripterantha, Oncidium longipes, Maxillaria chrysantha, etc. También hay algunos pastizales de Paspalum lilloi, una gramínea que crece entre las piedras al igual que varias podostemáceas como Podostemon aguirensis y Podostemon comata, etc.
Subdistrito fitogeográfico del Palmito y Palo RosaSe caracteriza por la ostensible presencia de dos especies con mayores requerimientos térmicos e hídricos, a la vez que muy afectadas por la sobreexplotación: el palo rosa o perobá ( Aspidosperma polyneuron), y el palmito (Euterpe edulis) grácil palma de estípite con cogoyo terminar comestible y muy codiciado, cuya extracción le causa la muerte. Acompañan a estas el alecrín (Holocalyx balansae) y numerosas especies exclusivas de este particular ecosistema.
Subdistrito fitogeográfico de los Helechos arborescentesPresente en los valles de los afluentes del río Uruguay, y en las partes bajas de las sierras centrales. Es también llamado: Selva de Serranías. Se caracteriza por la abundancia de varias especies de helechos arborescentes, los que dominan el sotobosque en los pocos relictos que aún han logrado mantener en estado prístino a esta formación.
Subdistrito fitogeográfico de los LaurelesEs también llamado: Selvas del Pediplano del río Paraná. Es el característico de los valles de los afluentes del río Paraná.
Subdistrito fitogeográfico RupícolaEn sectores de barrancas formadas por paredes de piedra de gran altura, y en lomadas rocosas del sector de transición del sudoeste se presenta una vegetación semixerófila de características muy particulares donde aparecen elementos de tipo chaqueño, los que están ausentes o son muy infrecuentes en la selva; entre ellos encontramos: el urunday (Astronium balansae), al zapallo caspi (Pisonia zapallo), el ybyrá-jhú (Achatocarpus praecox), la espina corona (Gleditsia amorphoides), la chichita (Lithraea brasiliensis), la congorosa (Maytenus ilicifolia), el ananá silvestre (Ananas sagenaria), Coutarea hexandra, algunas altas cactáceas como los cardones (Cereus stenogonus y Cereus paraguayensis), y la tuna (Brasiliopuntia schulzii), etc.